# Кубок Греції з футболу 2005—2006
Кубок Греції з футболу 2005—2006 — 64-й розіграш кубкового футбольного турніру в Греції. Титул вдруге поспіль здобув Олімпіакос.

## Календар
| Раунд        | Дата                           | Матчі | Клуби   |
| ------------ | ------------------------------ | ----- | ------- |
| Перший раунд | 21 серпня 2005                 | 1     | 65 → 64 |
| Другий раунд | 20-24 серпня 2005              | 16    | 64 → 48 |
| Третій раунд | 31 серпня - 1 вересня 2005     | 16    | 48 → 32 |
| 1/16 фіналу  | 26 жовтня - 10 листопада 2005  | 16    | 32 → 16 |
| 1/8 фіналу   | 20 грудня 2005 - 17 січня 2006 | 8+3   | 16 → 8  |
| 1/4 фіналу   | 31 січня - 22 лютого 2006      | 8     | 8 → 4   |
| 1/2 фіналу   | 21 березня - 12 квітня 2006    | 4     | 4 → 2   |
| Фінал        | 10 травня 2006                 | 1     | 2 → 1   |

## 1/16 фіналу
| Команда 1                  | Рахунок      | Команда 2           |
| -------------------------- | ------------ | ------------------- |
| 26 жовтня 2005             |              |                     |
| Енозі Тракі (3)            | 0:0 пен. 4:5 | Іонікос             |
| Ілісіакос (2)              | 0:2          | Егалео              |
| ПАС Яніна (3)              | 0:3          | АЕК                 |
| Нікі (Волос) (2)           | 1:1 пен. 3:2 | ОФІ                 |
| АСК Олімпіакос (Волос) (3) | 0:2          | Паніоніос           |
| 27 жовтня 2005             |              |                     |
| Агротікос (Астерас) (3)    | 1:1 пен. 5:4 | ПАОК                |
| Верія (2)                  | 0:2          | Шкода Ксанті        |
| 8 листопада 2005           |              |                     |
| Пансерраїкос (2)           | 0:2          | Лариса              |
| 9 листопада 2005           |              |                     |
| Астерас (Триполі) (3)      | 0:0 пен. 2:3 | Аполлон (Каламарія) |
| Ерготеліс (2)              | 1:0          | Панатінаїкос        |
| Етнікос (Астерас) (2)      | 1:0          | Левадіакос          |
| Етнікос (Пірей) (3)        | 1:1 пен. 5:3 | Каллітея            |
| Пантракікос (3)            | 2:2 пен. 5:6 | Акратітос           |
| 10 листопада 2005          |              |                     |
| Панахаїкі (2)              | 1:1 пен. 4:2 | Іракліс             |
| Паніліакос (2)             | 0:4          | Олімпіакос (Пірей)  |
| Трасивулос (2)             | 2:0          | Атромітос (Афіни)   |

## 1/8 фіналу
| Команда 1               | Рахунок | Команда 2           |
| ----------------------- | ------- | ------------------- |
| 20 грудня 2005          |         |                     |
| Трасивулос (2)          | 0:2     | Олімпіакос (Пірей)  |
| 21 грудня 2005          |         |                     |
| АЕК                     | 1:1     | Етнікос (Пірей) (3) |
| Агротікос (Астерас) (3) | 2:0     | Ерготеліс (2)       |
| Лариса                  | 0:0     | Аполлон (Каламарія) |
| 22 грудня 2005          |         |                     |
| Акратітос               | 0:0     | Егалео              |
| Етнікос (Астерас) (2)   | 2:1     | Паніоніос           |
| Іонікос                 | 1:4     | Нікі (Волос) (2)    |
| Шкода Ксанті            | 1:0     | Панахаїкі (2)       |

Перегравання
| Команда 1           | Рахунок      | Команда 2 |
| ------------------- | ------------ | --------- |
| 11 січня 2006       |              |           |
| Етнікос (Пірей) (3) | 1:1 пен. 3:4 | АЕК       |
| 12 січня 2006       |              |           |
| Аполлон (Каламарія) | 1:2          | Лариса    |
| 17 січня 2006       |              |           |
| Егалео              | 1:1 пен. 4:5 | Акратітос |

## 1/4 фіналу
| Команда 1              | Заг. | Команда 2               | 1-й матч | 2-й матч |
| ---------------------- | ---- | ----------------------- | -------- | -------- |
| 31 січня/8 лютого 2006 |      |                         |          |          |
| Лариса                 | 2:0  | Акратітос               | 1:0      | 1:0      |
| 1/8 лютого 2006        |      |                         |          |          |
| Етнікос (Астерас) (2)  | 1:5  | Агротікос (Астерас) (3) | 1:1      | 0:4      |
| 2/9 лютого 2006        |      |                         |          |          |
| Олімпіакос (Пірей)     | 2:1  | Шкода Ксанті            | 1:1      | 1:0      |
| 7/22 лютого 2006       |      |                         |          |          |
| Нікі (Волос) (2)       | 0:2  | АЕК                     | 0:0      | 0:2      |

## 1/2 фіналу
| Команда 1                 | Заг. | Команда 2               | 1-й матч | 2-й матч |
| ------------------------- | ---- | ----------------------- | -------- | -------- |
| 21 березня/12 квітня 2006 |      |                         |          |          |
| АЕК                       | 3:1  | Агротікос (Астерас) (3) | 3:0      | 0:1      |
| 22 березня/12 квітня 2006 |      |                         |          |          |
| Олімпіакос (Пірей)        | 4:1  | Лариса                  | 3:1      | 1:0      |

## Фінал
| 10 травня 2006 |

| Олімпіакос                                  | 3:0      | АЕК |
| ------------------------------------------- | -------- | --- |
| Константіну 61' Івич 70' (аг) Кастільйо 90' | Протокол |     |

| Панкритіо, Іракліон Глядачів: 22 079 Арбітр: Васіліс Теровіцас |